# باشگاه فوتبال دپورتیوو خالاپا
باشگاه فوتبال دپورتیوو خالاپا یک باشگاه فوتبال حرفه‌ای اهل گواتمالا بود که در لیگ ناسیونال، لیگ برتر این کشور بازی می‌کرد. آنها در خالاپا مستقر بودند و ورزشگاه خانگی آنها ورزشگاه لاس فلورس بود.